# Alamania punicea
Die Alamania punicea ist die einzige Art in der Gattung Alamania innerhalb der Familie der Orchideen (Orchidaceae). Die Pflanzen wachsen epiphytisch in Eichenwäldern in Hochlagen Mexikos.

## Beschreibung

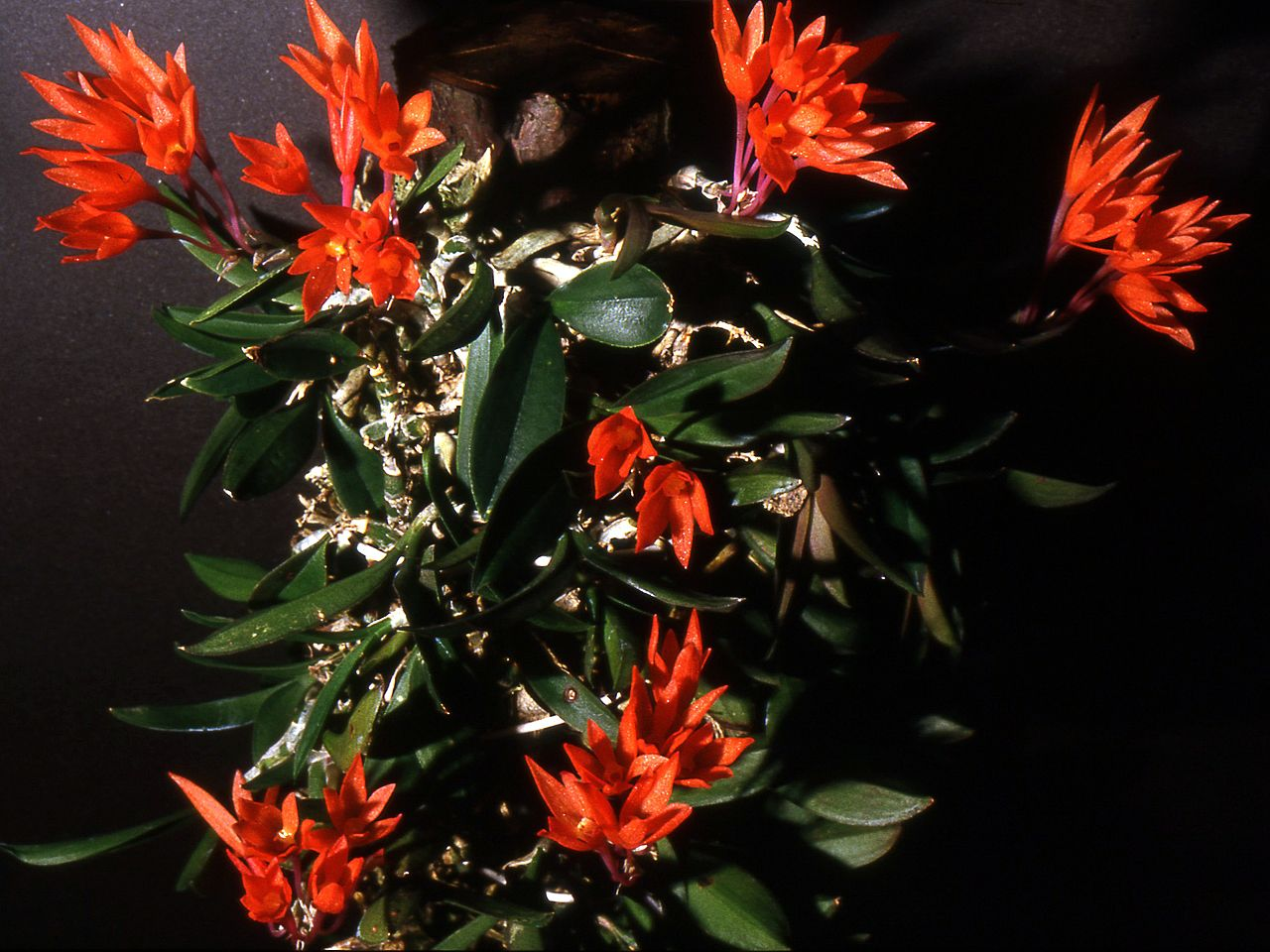
Habitus und Blüten

### Vegetative Merkmale
An einem kriechenden Rhizom stehen die kaum verdickten Sprossachsen. Es werden vegetative Sprosse mit einem bis drei Laubblättern gebildet.

### Generative Merkmale
Die Blütenstände erscheinen endständig auf einem separaten, blattlosen Sprossachse. Die Blütezeit reicht von April bis Juni, zu Beginn der feuchten Jahreszeit. Die zwei bis fünf resupinierten Blüten stehen dicht beieinander. Die Blütenfarbe ist ein leuchtendes, warmes Rot, im Licht glitzern die Blüten. Der Durchmesser einer einzelnen Blüte beträgt etwa 2,5 Zentimeter. Die Sepalen und Petalen sind gleich geformt – lanzettlich, zugespitzt und nach vorne weisend. Die ansonsten rote Lippe ist an der Basis gelb, hier ist sie auch mit der Säule verwachsen. Die Seitenlappen der Lippe sind sehr klein und schmal. Die Säule ist gelblich-weiß und etwas geflügelt. Die Antherenkappe ist dunkelrot, sie enthält vier Pollinien.

## Ökologie
Als Bestäuber werden Kolibris vermutet.

## Verbreitung
Alamania punicea wächst in den mexikanischen Bundesstaaten México, Michoacán, Puebla, Oaxaca und Veracruz in Höhenlagen von 1500 bis 2000 Meter. Sie kommt als Epiphyt an den Stämmen und unteren Ästen von Eichen sowie gelegentlich auch auf Felsen vor. Das Klima dort ist durch eine trockene und kühle Winterperiode gekennzeichnet.

## Systematik
Die Erstbeschreibung der Art Alamania punicea erfolgte 1825 durch Juan José Martínez de Lejarza in Pablo de la Llave und Juan José Martínez de Lejarza: Novorum Vegetabilium Descriptiones, Band 2, S. 31 und damit wurde die Gattung Alamania aufgestellt.
Die Gattung Alamania gehört zur Tribus Epidendreae in der Unterfamilie Epidendroideae wird eingeordnet. Alamania ist nah verwandt mit Prosthechea und Artorima. Reichenbach stellte sie zu Epidendrum, molekulargenetische Untersuchungen zeigten aber, dass sie näher mit Prosthechea verwandt ist. Weitere verwandte Gattungen sind in der Subtribus Laeliinae zusammengefasst.
Es gibt seit 2003 zwei Unterarten:
- Alamania punicea subsp. greenwoodiana Soto Arenas & R.Jiménez: Sie wurde 2003 aus Mexiko erstbeschrieben.[2]
- Alamania punicea La Llave & Lex. subsp. punicea.

## Namenserklärung
Der Gattungsname Alamania ehrt Lucas Alamán (Lucas Ignacio Alamán y Escalada) (1792 – 1853), einen mexikanischen Naturwissenschaftler (Mineralogie, Chemie, Physik, Botanik), Historiker und Politiker. Das Artepitheton puniceus bedeutet „purpurrot“ und bezieht sich auf die Farbe der Blüten.

## Kultur
Die Pflanzen werden aufgrund ihrer schönen Blüten gelegentlich kultiviert. Die Wurzeln müssen schnell abtrocknen können, während der Ruhezeit ist trockenes Substrat – nicht aber trockene Luft – nötig.